# Audeville
Audeville – miejscowość i gmina we Francji, w Regionie Centralnym, w departamencie Loiret.
Według danych na rok 1990 gminę zamieszkiwały 173 osoby, a gęstość zaludnienia wynosiła 14 osób/km² (wśród 1842 gmin Regionu Centralnego Audeville plasuje się na 965. miejscu pod względem liczby ludności, natomiast pod względem powierzchni na miejscu 1024.).